# Santo Tirso

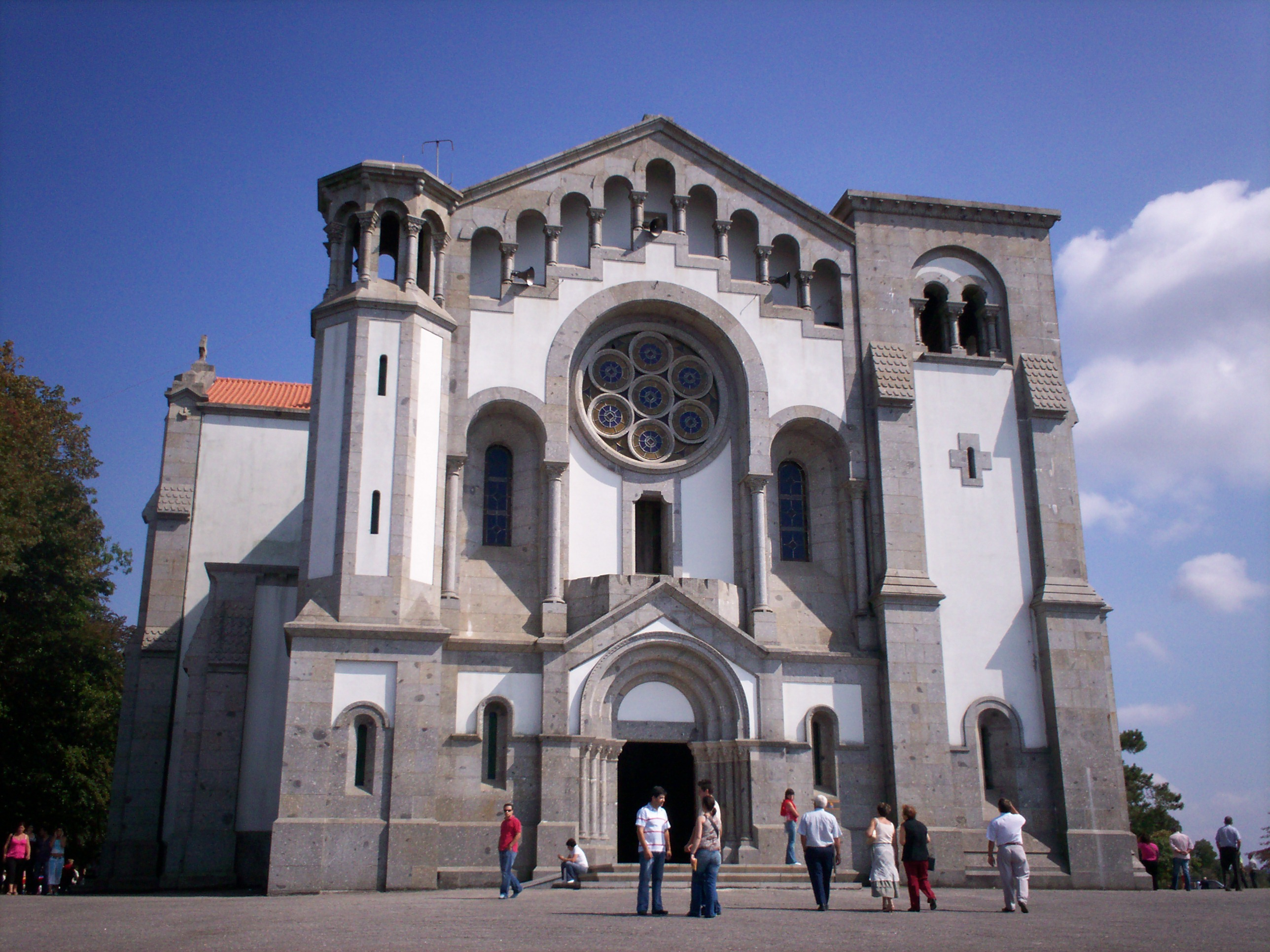
Basílica de Nossa Senhora da Assunção in Santa Tirso

Santo Tirso ist eine Gemeinde und Stadt im Norden Portugals, die sehr vom Weinbau geprägt ist. In der Gemeinde leben 14.072 Einwohner (Stand 30. Juni 2011).

## Geschichte

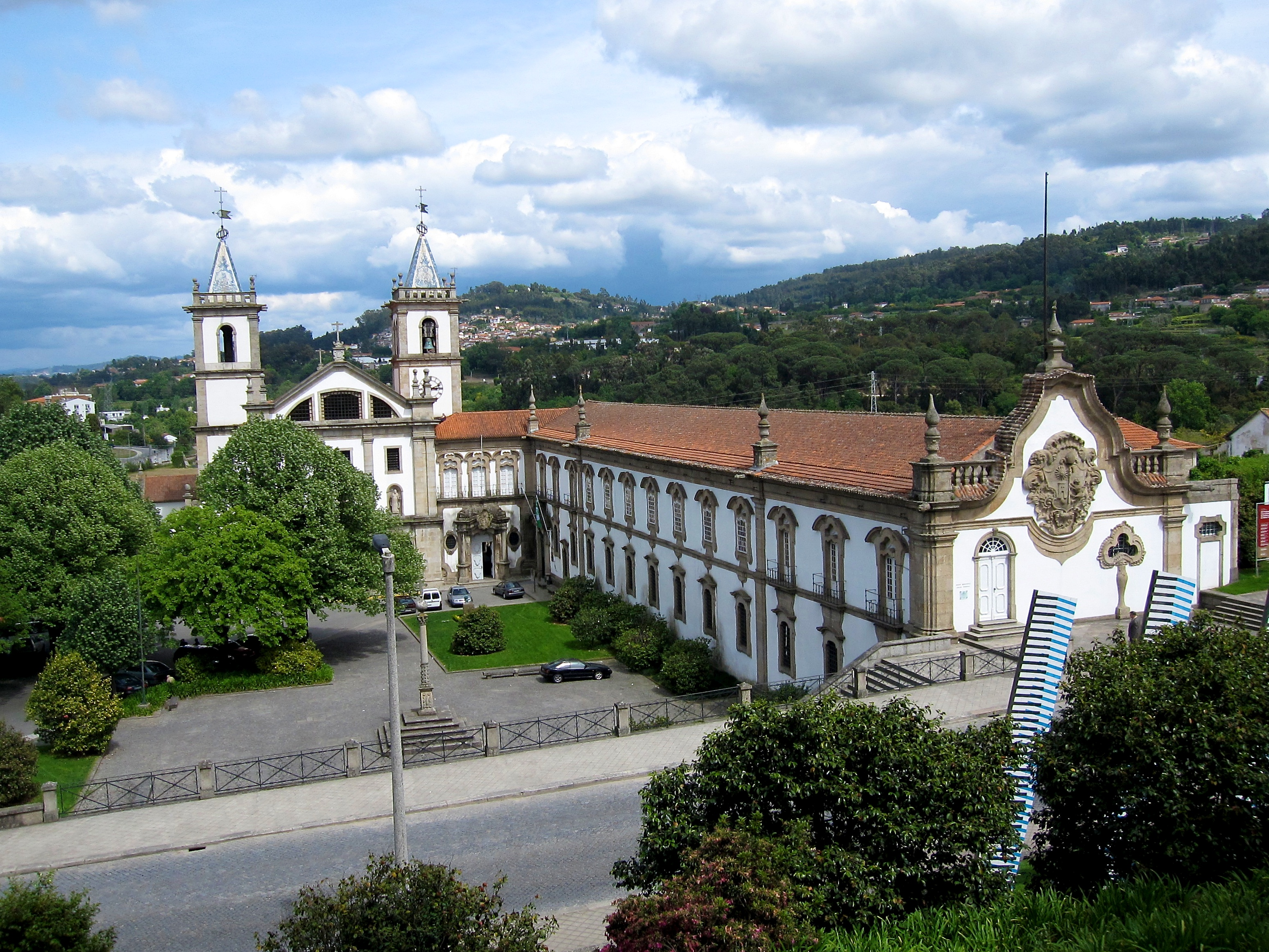
Das Kloster von Santo Tirso

Funde belegen eine vorgeschichtliche Besiedlung. Insbesondere die Ausgrabungen am Monte da Assunção, aber auch die ausgegrabenen Festungsdörfer aus der Castrokultur von Monte Padrão und Santa Margarida sind zu nennen. Die im 2. Jahrhundert v. Chr. eingetroffenen Römer nahmen die Dörfer ein und romanisierten sie.
Der heutige Ort geht auf die Gründung eines Klosters durch D. Unisco Godiniz im Jahr 978 zurück. 1097 gab der spätere König D. Afonso Henriques das Gebiet des Klosters an Soeiro Mendes da Maia, bevor es ein Jahr später an das Benediktinerkloster des Abtes D. Gaudemiro kam. Das Gebiet umfasste 1833 die Gemeinden Santo Tirso, São Miguel do Couto und Santa Cristina do Couto. Nach der Liberalen Revolution 1822 und dem folgenden Miguelistenkrieg wurden 1834 alle Kirchenorden aufgelöst und deren Güter verstaatlicht. Eines der Klostergebäude wurde daraufhin provisorischer Verwaltungssitz des neu geschaffenen Kreises Santo Tirso, der das vorherige Gebiet des Klosterbesitzes abdeckte.
In den 1970er Jahren wanderten viele Einwohner aus Santo Tirso in das südhessische Groß-Umstadt aus, das bis heute eine große portugiesische Minderheit hat.
1985 wurde die bisherige Kleinstadt (Vila) zur Stadt (Cidade) erhoben. Bis 1998 gehörte Santo Tirso zu den bevölkerungsreichsten Kreisen im Land, bis Trofa durch Ausgliederung selbstständig wurde.

## Verwaltung

### Kreis Santo Tirso
Santo Tirso ist Sitz eines gleichnamigen Kreises (Concelho) im Distrikt Porto. Am 19. April 2021 hatte der Kreis 67.709 Einwohner auf einer Fläche von 136,6 km².
Die Nachbarkreise sind (im Uhrzeigersinn im Norden beginnend): Vila Nova de Famalicão, Guimarães, Vizela, Lousada, Paços de Ferreira, Valongo,  Maia sowie Trofa.
Mit der Gebietsreform im September 2013 wurden mehrere Gemeinden zu neuen Gemeinden zusammengefasst, sodass sich die Zahl der Gemeinden von zuvor 24 auf 15 verringerte.
Die folgenden Gemeinden (Freguesias) liegen im Kreis Santo Tirso:

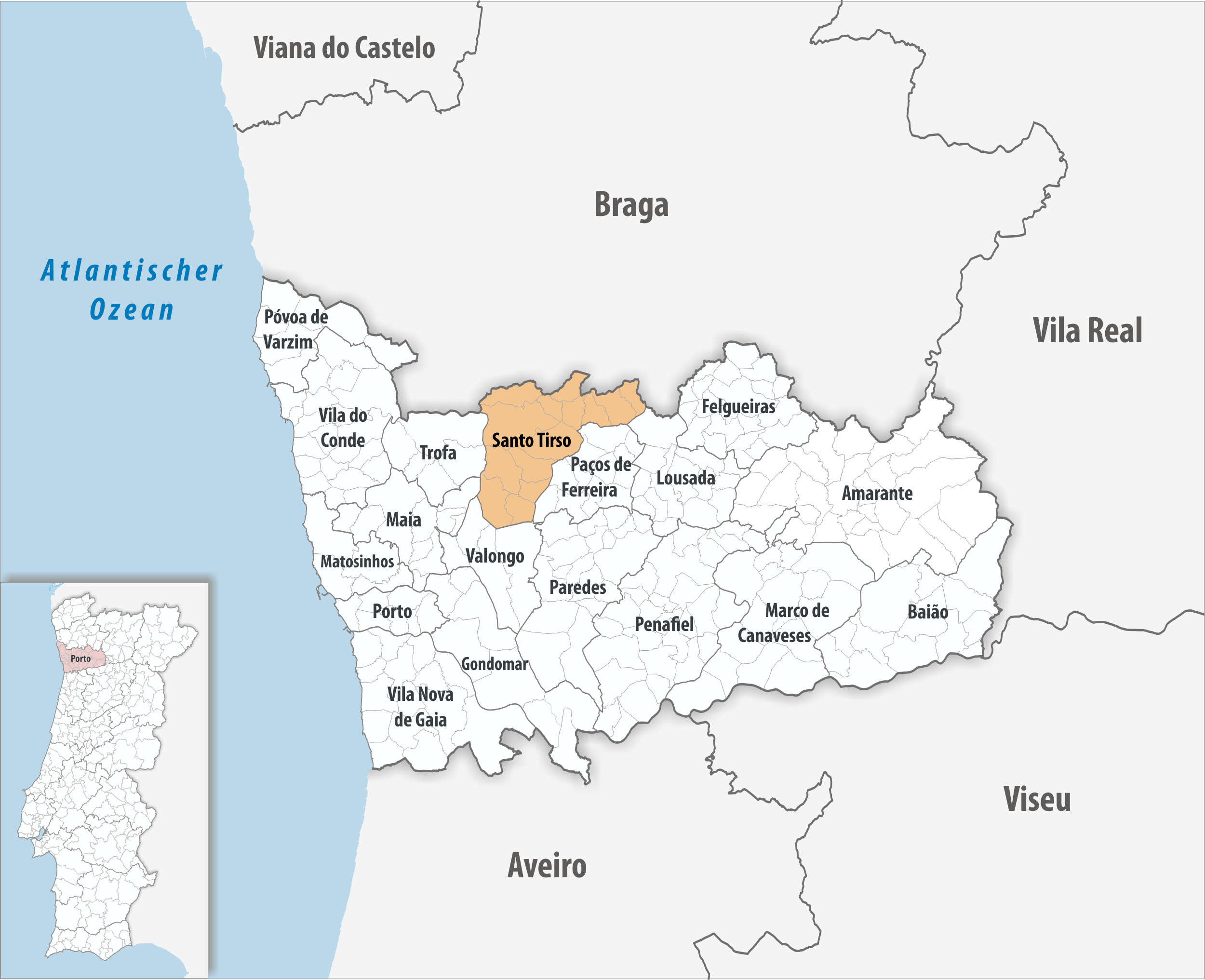
Kreis Santo Tirso

| Gemeinde                                | Einwohner (2021) | Fläche km² | Dichte Einw./km² | LAU- Code |
| --------------------------------------- | ---------------- | ---------- | ---------------- | --------- |
| Agrela                                  | 1.486            | 6,99       | 213              | 131401    |
| Água Longa                              | 2.341            | 12,87      | 182              | 131402    |
| Areias, Sequeiró, Lama e Palmeira       | 6.369            | 10,30      | 618              | 131433    |
| Campo, São Salvador do Campo e Negrelos | 6.315            | 9,60       | 658              | 131434    |
| Carreira e Refojos de Riba de Ave       | 2.040            | 9,49       | 215              | 131435    |
| Lamelas e Guimarei                      | 1.567            | 12,41      | 126              | 131436    |
| Monte Córdova                           | 3.848            | 16,80      | 229              | 131413    |
| Rebordões                               | 3.130            | 4,21       | 743              | 131416    |
| Reguenga                                | 1.427            | 5,00       | 285              | 131418    |
| Roriz                                   | 3.308            | 6,17       | 536              | 131419    |
| Santo Tirso, Couto e Burgães            | 20.590           | 25,22      | 816              | 131437    |
| São Tomé de Negrelos                    | 3.755            | 6,12       | 614              | 131430    |
| Vila das Aves                           | 7.946            | 6,16       | 1.290            | 131405    |
| Vilarinho                               | 3.587            | 5,27       | 681              | 131432    |
| Kreis Santo Tirso                       | 67.709           | 136,61     | 496              | 1314      |

### Bevölkerungsentwicklung
| 1801 | 1849   | 1900   | 1930   | 1960   | 1981   | 1991    | 2001   | 2011   |
| ---- | ------ | ------ | ------ | ------ | ------ | ------- | ------ | ------ |
| 2055 | 12.779 | 28.371 | 41.078 | 77.130 | 93.482 | 102.593 | 72.396 | 71.387 |

### Kommunaler Feiertag
- 11. Juli

### Städtepartnerschaften
- Deutschland: Groß-Umstadt (seit 1988)
- Frankreich: Clichy-la-Garenne (seit 1991)
- Spanien: Celanova, Provinz Ourense, Galicien (seit 1992)
- Frankreich: Mâcon (seit 1992)
- São Tomé und Príncipe: Santana (seit 1997)
- Spanien: Alcázar de San Juan (seit 1997)
- Brasilien: Rio de Janeiro (seit 2000)
- Brasilien: Nova Friburgo
- Frankreich: Saint-Péray[7]

## Söhne und Töchter der Stadt
- Rosendo de Celanova (10. Jahrhundert), heiliggesprochener Bischof
- Albino Sousa Cruz (1869–1966), Tabakunternehmer in Brasilien
- Américo Pires de Lima (1886–1966), Botaniker, Arzt und Hochschullehrer
- António Carneiro Pacheco (1887–1957), Jurist, Hochschullehrer und Politiker, Erziehungsminister im Estado-Novo-Regime
- Roberto Macedo (1887–1977), Richter, Publizist und Schriftsteller
- Luís Gonzaga Ferreira da Silva (1923–2013), Bischof von Lichinga, Mosambik
- Eurico de Melo (1925–2012), Ingenieur und Politiker (PSD), mehrmaliger Minister
- Eduardo da Costa Macedo (1859–1916), Rechtsanwalt, Publizist und Schriftsteller
- Hargreaves da Costa Macedo (* 1929), Architekt
- Alberto Festa (1939–2024), Fußballspieler, Nationalspieler bei der WM 1966
- José Pacheco (* 1942), Radrennfahrer
- Joaquim Ferreira Lopes (* 1949), Bischof von Viana (Angola)
- Paulo de Sousa Pereira (* 1969), Unternehmer, Architekt und Promoter
- José Gaspar Silva Azevedo (* 1975), Fußballspieler
- Tiago César Moreira Pereira (* 1975), Fußballspieler
- Armindo Araújo (* 1977), Rallyefahrer
- Ricardo Rocha (* 1978), Fußballspieler
- Rui Orlando Ribeiro Santos Neto (* 1979), Fußballspieler
- Pedro da Silva Moutinho (* 1979), Fußballspieler
- Rui Pedro Silva (* 1981), olympischer Leichtathlet
- Bruno Tiago (* 1981), Fußballspieler
- João Correia (* 1983), behinderter Leistungssportler
- Sara Moreira (* 1985), Leichtathletin, Hindernisläuferin bei der Olympiade 2008 in Peking
- Licá (* 1988), Fußballspieler
- João Pedro Pereira Silva (* 1990), Fußballspieler
- Vitinha (* 2000), Fußballspieler

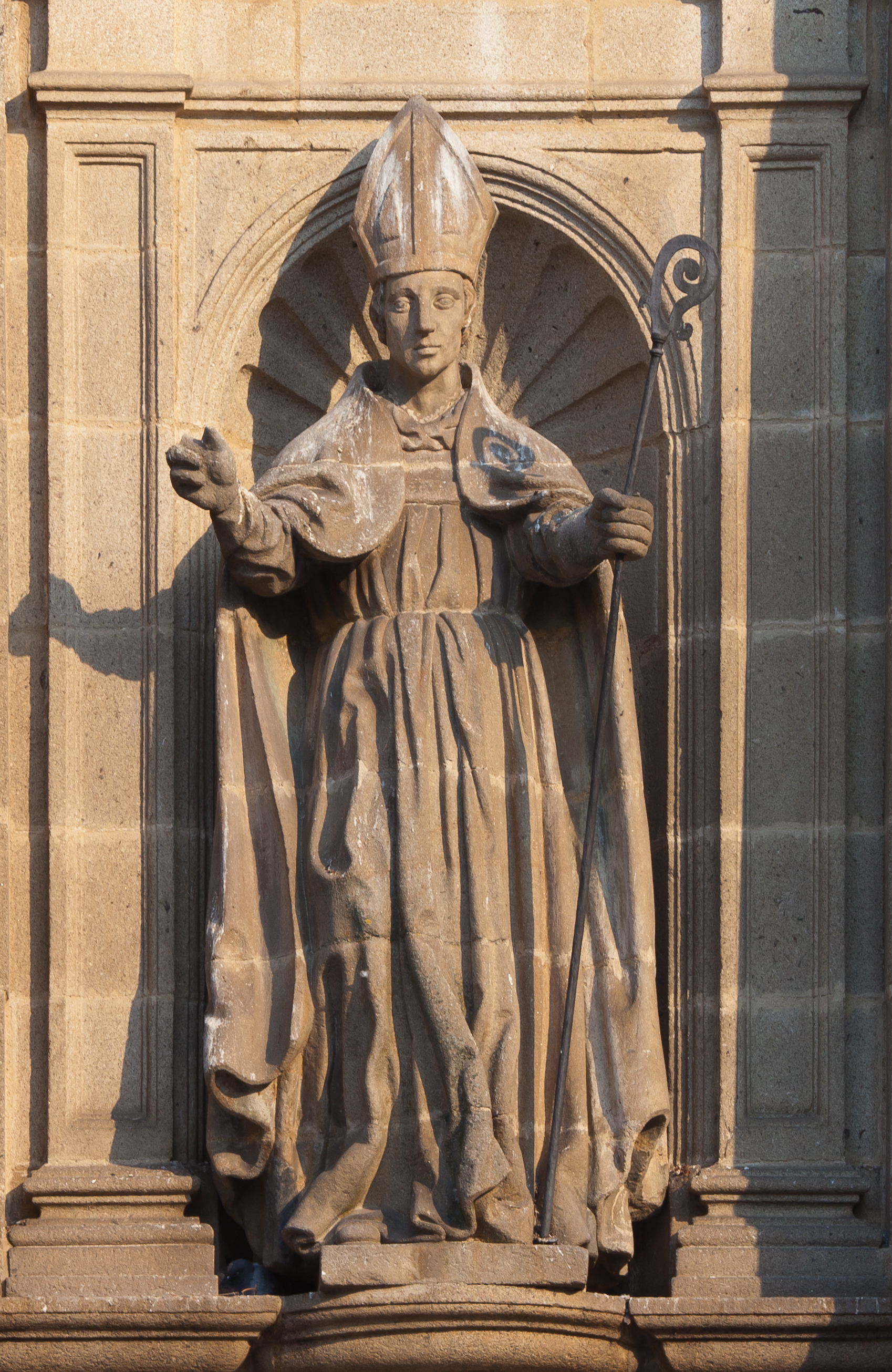
Figur des Rosendo de Celanova am von ihm gegründeten Kloster Celanova
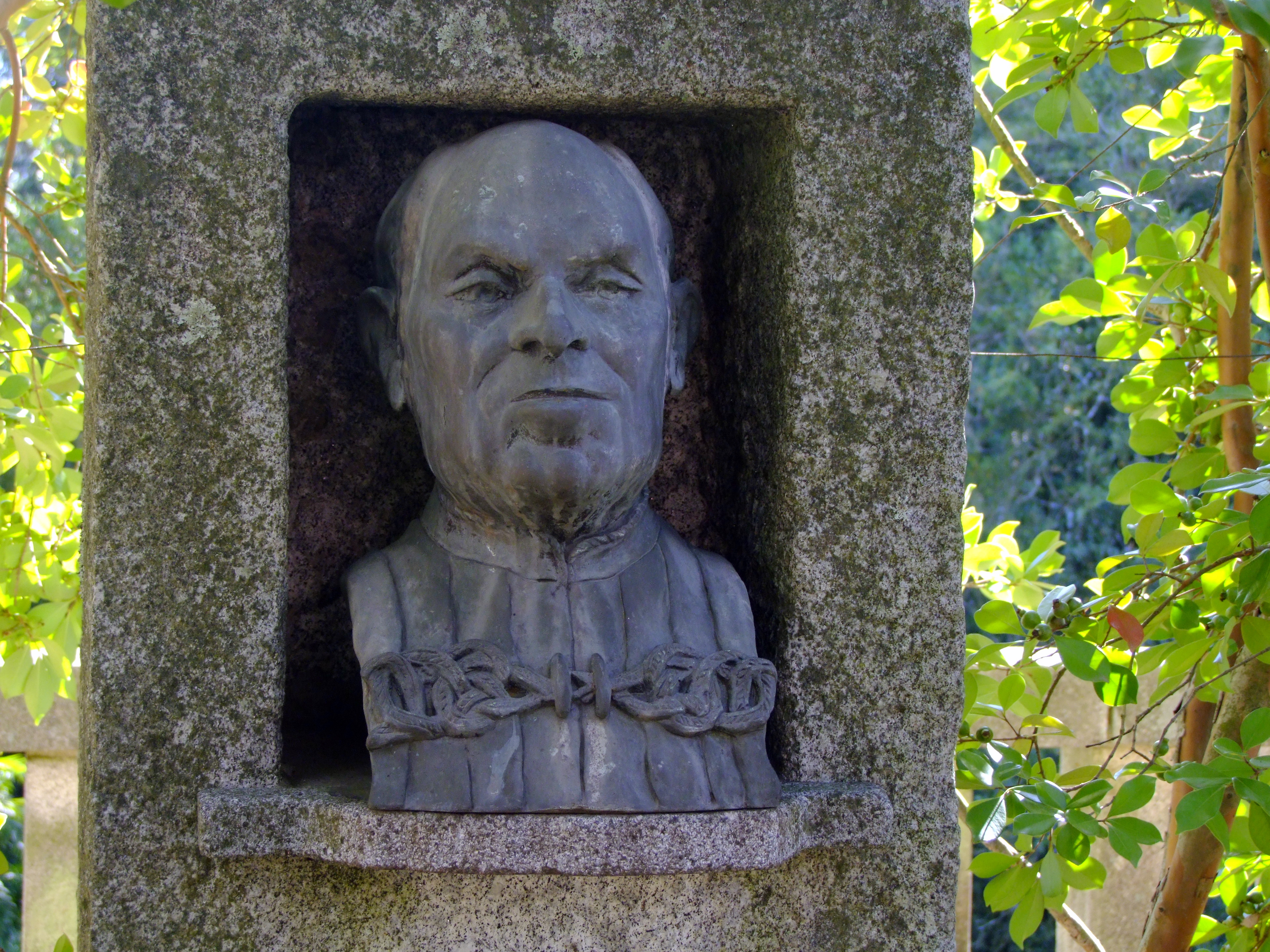
Americo Pires de Lima, Büste im Botanischen Garten Porto
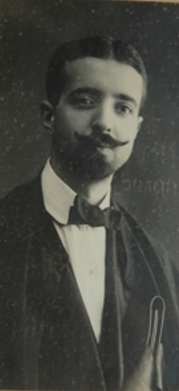
Roberto Eduardo da Costa Macedo
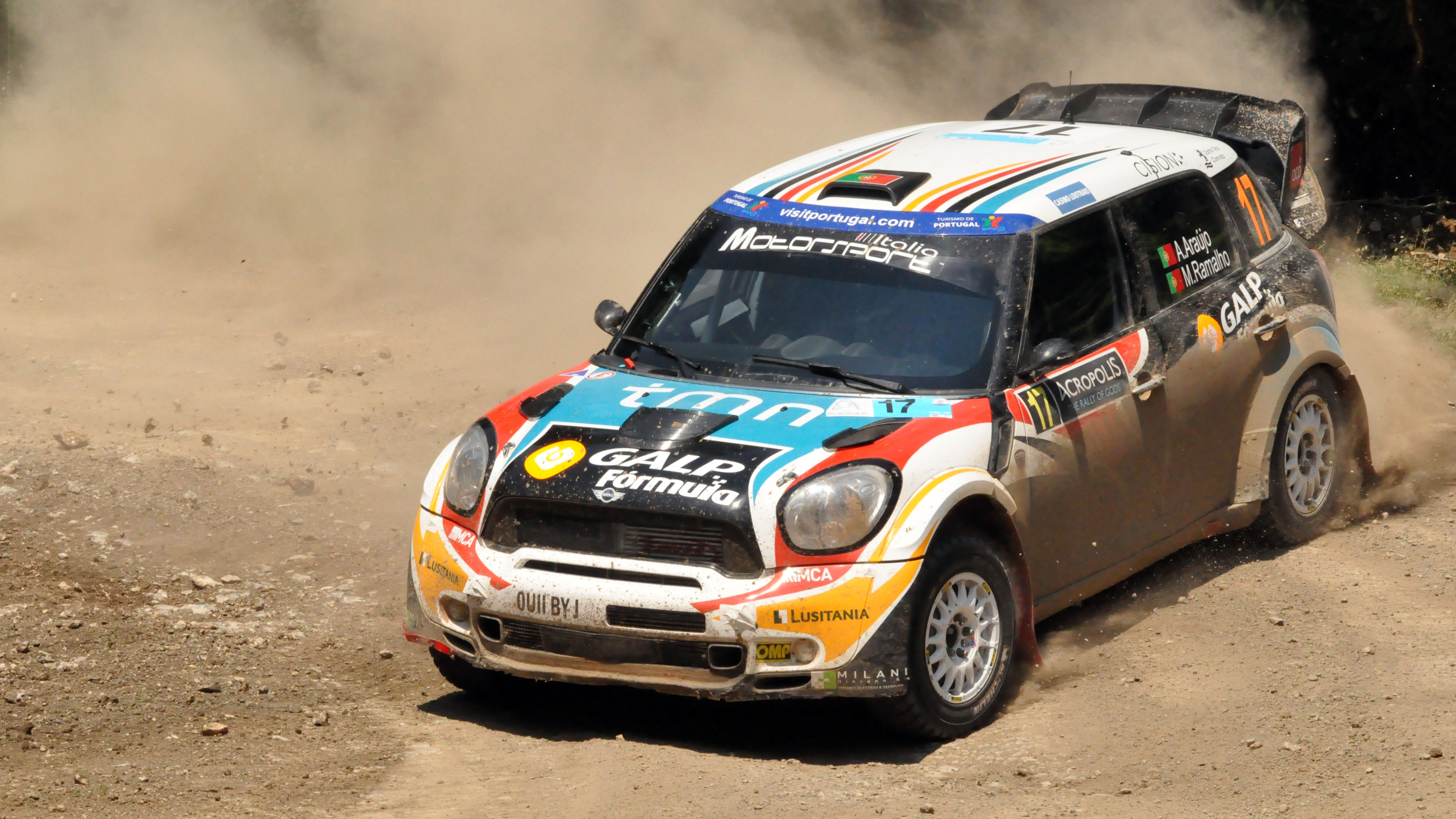
Armindo Araújo bei der Akropolis Rallye 2011
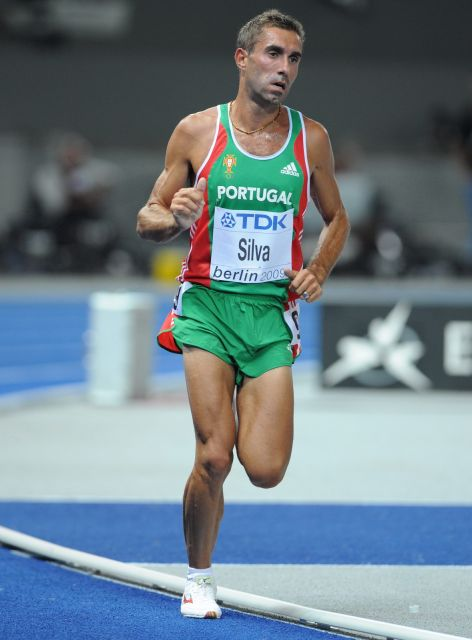
Rui Pedro Silva bei den Weltmeisterschaften 2009 in Berlin
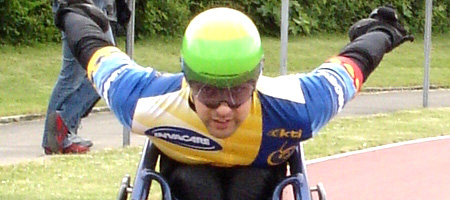
João Correia beim International Meeting in Ibach (Schweiz)
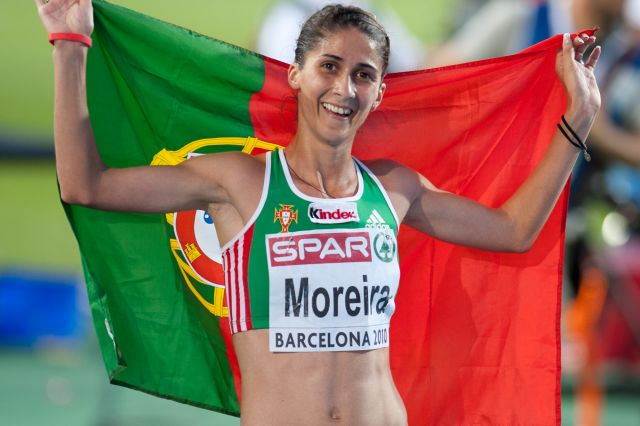
Sara Moreira bei den Leichtathletik-Europameisterschaften 2010